# Kono Hi no Chime wo Wasurenai
Singles
1. Tsuyoki Mono yo
Sortie : 5 août 2009
2. Aozora Kataomoi
Sortie : 24 mai 2010
3. Gomen ne, Summer
Sortie : 7 juillet 2010
4. 1! 2! 3! 4! Yoroshiku
Sortie : 17 novembre 2010
5. Banzai Venus
Sortie : 9 mars 2011
6. Pareo wa Emerald
Sortie : 27 juillet 2011
7. Okey Dokey
Sortie : 9 novembre 2011
8. Kataomoi Finally
Sortie : 25 janvier 2012

Kono Hi no Chime o Wasurenai (この日のチャイムを忘れない) est le premier album studio du groupe féminin japonais SKE48, sorti le 19 septembre 2012.

## Présentation
L'album comprend huit singles au total sortis auparavant, trois dont Ponytail Chouchou, Heavy Rotation et Beginner ont été reprises du groupe-sœur les AKB48.
Les 63 membres de SKE48 ont leur propre clip vidéo. L'album a établi un nouveau record du monde Guinness pour le plus grand nombre de vidéos de musique dans un album.

## Listes des titres
| No  | Titre                                             | Artistes | Durée |
| --- | ------------------------------------------------- | --- | ----- |
| 1.  | Tsuyoki Mono yo (強き者よ)                        | | 4:19  |
| 2.  | Aozora Kataomoi (青空片想い)                      | | 5:02  |
| 3.  | Gomen ne, Summer (ごめんね、SUMMER)               | | 4:05  |
| 4.  | 1! 2! 3! 4! Yoroshiku! (1！2！3！4！ヨロシク!)    | | 5:07  |
| 5.  | Banzai Venus (バンザイ VENUS)                     | | 3:39  |
| 6.  | Pareo wa Emerald (パレオはエメラルド)             | | 4:45  |
| 7.  | Okey Dokey (オキドキ)                             | | 4:22  |
| 8.  | Kataomoi Finally (片想いFinally)                  | | 4:31  |
| 9.  | Hula Hoop de GO! GO! GO! (フラフープで GO!GO!GO!) | Team S | 3:50  |
| 10. | Shikatte yo, Darling! (叱ってよ、ダーリン!)       | Team KII | 4:01  |
| 11. | Mitsubachi Girl (みつばちガール)                  | Team E | 3:40  |
| 12. | Sono Saki ni Kimi ga Ita (その先に君がいた)       | Team Kenkyuusei | 6:19  |
| 13. | Sunenagara, Ame… (拗ねながら、雨・・・)           | Yuria Kizaki, Akari Suda, Jurina Matsui, Rena Matsui, Shiori Ogiso, Akane Takayanagi, Manatsu Mukaida, Kanon Kimoto | 4:01  |
| 14. | Ponytail to Shushu (ポニーテールとシュシュ)       | Team E | 4:31  |
| 15. | Beginner                                          | Team S | 3:58  |